# Hylaeus mirandus
Hylaeus mirandus là một loài Hymenoptera trong họ Colletidae. Loài này được Rayment mô tả khoa học năm 1930.

## Hình ảnh

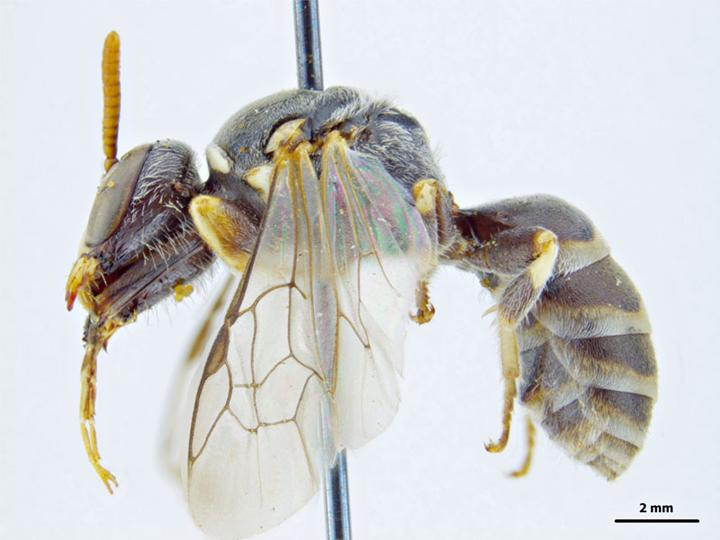